# Opatija Glenluce
Opatija Glenluce (angleško Glenluce Abbey) je cistercijanski samostan blizu Glenluca, Škotska. Ustanovil jo je okoli leta 1190 Lochlann, Lord Gallowayski. Po škotski reformaciji leta 1560 se opatije ni več uporabljalo. 

## Glenluce in družina Kennedy
Gilbert, Earl Cassillisa je pod vladavino Kraljice Marije prejel Glenluce v svojo oblast. Earl je prepričal enega od menihov opatije, da ponaredi potrebne podpise za pogodbo, s katero je zemljo opatije prenesel nase in na svoje dediče. Da bi zagotovil, da sleparija ni bila razkrita, je zaposlil moža, ki je meniha umoril, in nato prepričal svojega strica, posestnika v Barganyju, da obesi plačanca zaradi izmišljene krivde tatvine. Uspeh teh dejanj ga je opogumil, da si je preko mučenja Allana Stewarta, zaupnika na njegovem gradu Dunure, pridobil še zemljo Opatije Crossraguel. 